# Danielle Goyette
Danielle Goyette, född den 30 januari 1966 i Saint-Nazaire i Kanada, är en kanadensisk ishockeyspelare.
Hon tog OS-guld i damernas ishockeyturnering i samband med de olympiska ishockeytävlingarna 2002 i Salt Lake City.